# Zamaski Dol
Zamaski Dol is een plaats in de gemeente Pazin in de Kroatische provincie Istrië. De plaats telt 60 inwoners (2001).